# トニー・セイラー
トニー・セイラー（Toni Seiler、1958年3月18日 - ）は、スイス・チューリッヒ出身のレーシングドライバー。1996年から2005年の間にル・マン24時間レースに9回参加した。

## 経歴
1996年にル・マン24時間レースに初めて参加。エルフハバーサーレーシングチームのポルシェ・911GT2のハンドルを握り、5時間目にリタイヤした。
2016年にはルマンクラシックに参加した。

## レース戦績

### ル・マン24時間レース
| 年     | チーム                               | コ・ドライバー                              | 使用車両                     | クラス | 周回 | 総合順位 | クラス順位 |
| ------ | ------------------------------------ | ------------------------------------------- | ---------------------------- | ------ | ---- | -------- | ---------- |
| 1996年 | エルフ・ハーベルトゥール・レーシング | ミシェル・ノイガルテン ブリュノ・イリアン   | ポルシェ・911 GT2            | LMGT2  | 46   | DNF      | DNF        |
| 1997年 | コンラッド・モータースポーツ         | ラリー・シューマッハ ミシェル・リゴネ       | ポルシェ・911 GT2            | LMGT2  | 126  | DNF      | DNF        |
| 1998年 | コンラッド・モータースポーツ         | ピーター・キチャク アンジェロ・ツァドラ     | ポルシェ・911 GT2            | LMGT2  | 2    | DNF      | DNF        |
| 1999年 | チェンバレン・エンジニアリング       | ニ・アモリム ハンズ・ヒューゲンホルツ       | クライスラー・バイパー GTS-R | LMGTS  | 314  | 14位     | 3位        |
| 2000年 | チーム郷                             | ウォルター・ブルン クリスチャン・グレーゼル | クライスラー・バイパー GTS-R | LMGTS  | 210  | DNF      | DNF        |
| 2001年 | コンラット・モータースポーツ         | ウォルター・ブルン チャールズ・スレイター   | サリーン・S7R                | LMGTS  | 4    | DNF      | DNF        |
| 2002年 | コンラット・モータースポーツ         | フランツ・コンラット テリー・ボーチェラー   | サリーン・S7R                | LMGTS  | 266  | 26位     | 7位        |
| 2003年 | コンラット・モータースポーツ         | フランツ・コンラット ウォルター・ブルン     | サリーン・S7R                | LMGTS  | 91   | DNF      | DNF        |
| 2005年 | BMSスクーデリア・イタリア            | ミケーレ・バルティアン マッテオ・マルチェリ | フェラーリ・550 GTS マラネロ | LMGT1  | 60   | DNF      | DNF        |